# Blazers de Vancouver
Les Blazers de Vancouver sont une franchise professionnelle de hockey sur glace qui évolue dans les années 1970 en Amérique du Nord. Ils jouent dans l'association mondiale de hockey entre 1973 et 1975. Après cela, l'équipe déménage à Calgary dans l'Alberta.
L'équipe est basée à Vancouver en Colombie-Britannique, province du Canada et joue ses matchs à domicile dans la patinoire du Pacific Coliseum. En deux saisons jouées, ils ne se qualifient pas une seule fois pour les séries éliminatoires de la Coupe Avco.

## Historique
À la suite de la première saison de l'association mondiale de hockey, les Blazers de Philadelphie sont rachetés par Jimmy Pattison. Après deux saisons passées, l'équipe est déménagée et devient les Cowboys de Calgary pour deux nouvelles saisons.